# The Deep Six
The Deep Six — американская фолк-рок, саншайн-поп и психоделик-рок-группа из Сан-Диего, Калифорния. Больше всего известна по одноимённому альбому 1966 года, вышедшему на Liberty Records.

## История
The Deep Six начинали как фолк-трио в Сан-Диего, в Калифорнии, прежде чем добавить к себе в состав ещё несколько человек и стать электрической группой. Они были преимущественно мужской группой, сопровождающей вокалистку, которую иногда называли «Мисс Дин Кэннон» (англ. Miss Dean Cannon). Выступали семнадцать недель в качестве домашней группы фолк-клуба Land of Oden, расположенного в Ла-Меса. Его совладельцем был соменеджер коллектива Кен Мэнсфилд.
Для Liberty Records, дочерней компании Capitol Records, группа выпустила сингл «Rising Sun», где гитарные партии исполнил Джим Мессина из Buffalo Springfield. В 1965 и 1966 годах они продвигали песню на таких телепередачах как «American Bandstand» и «Where the Action Is». Также для Liberty The Deep Six записали одноимённый альбом, на котором отметились лучшие сессионные музыканты Лос-Анджелеса. В него вошли: песня Боба Линда «Unlock the Door» в исполнении Кэннон, а также кавер на песню the Rolling Stones «Paint it Black» и «Solitary Man» Нила Даймонда. В качестве обложки послужила фотография группы, бегущей вдоль калифорнийского пляжа. Альбом и последующие синглы группы в чарты не попали. Оригинальный участник Дэйв Грей ушёл и был заменён Барри Кейном, ранее игравшем в The New Christy Minstrels и в дуэте с Барри Макгуайром. В конечном счёте группа распалась. Менеджер Кен Мэнсфилд, пошёл дальше, чтобы стать управляющим Capitol Records, а в 1968 году стал первым менеджером в США для лейбла The Beatles Apple. Басист Дэнн Лоттермозер присоединился к кантри-рок-группе Stone Country, записавшей на RCA альбом и включавшей в себя певца/автора песен Стива Янга.
В 2003 году альбом The Deep Six был переиздан на CD лейблом Rev-Ola Records и включал в себя не только песни из оригинального альбома, но и пять бонус-треков.

## Дискография
Синглы
- «Rising Sun» / «Strollin’ Blues» — (Saw-Man 001, 1965)
- «Rising Sun» / «Strollin’ Blues» — (Liberty 55838, Октябрь 1965)
- «I Wanna Shout» / «The Things We Say» — (Liberty 55858, Февраль 1966)
- «Counting» / «When the Morning Breaks» — (Liberty 55882, Май 1966)
- «What Would You Wish from the Golden Fish» / «Why Say Goodbye» — (Liberty 55901, Июль 1966)
- «Image of a Girl[англ.]» / «C’mon Baby (Blow Your Mind)» — (Liberty 55926, Ноябрь 1966)

Альбом
- The Deep Six (Liberty LRP-3475/LST-7475, 1966)